# Zakariya Souleymane
Zakariya Souleymane (* 29. Dezember 1994 in Lyon; auch Zakaryia Souleymane) ist ein nigrischer Fußballspieler.

## Laufbahn
Zakariya Souleymane spielte in seiner Jugend beim Fußballverein im französischen Vaulx-en-Velin. Seit 2010 ist er als Verteidiger beim FC Évian Thonon Gaillard im französischen Gaillard aktiv.
Souleymane nahm für die nigrische U-20-Fußballnationalmannschaft an den Spielen der Frankophonie 2013 in Nizza teil. Sein Debüt in der nigrischen Fußballnationalmannschaft gab er am 22. Mai 2014, als ihn Trainer Gernot Rohr bei einem Freundschaftsspiel gegen die Ukraine einsetzte.